# ルイバチー半島

ロシア連邦ムルマンスク州の位置

ルイバチー半島（ルイバチーはんとう、北サーミ語:Giehkirnjárga、ノルウェー語:Fiskerhalvøya、フィンランド語:Kalastajasaarento、ロシア語:Рыбачий、Rybachy Peninsula）はロシアのムルマンスク州にある半島。

## 概要
ロシア大陸で最も北にある地点の1つであり、コラ半島の北岸からバレンツ海に突き出している。地質はコラ半島本体とは異なり、主にシルル紀初期の堆積岩から構成され、高原状を成している。

## 歴史
ソビエトとフィンランドの戦争である冬戦争後、ルイバチーと中半島の西部はフィンランドからソ連の一部となった。ルイバチー半島はトナカイの伝統的な放牧地であるため、2000年に国営のラスヴェットトナカイ飼育場は、半島を特別保護区に指定するよう要請したが、ロシアの環境委員会廃止により、保護区指定の問題は無期限に延期された。